# 1423
Cette page concerne l'année 1423  du calendrier julien.
L'année 1423 est une année commune qui commence un vendredi.

## Événements
- 29 août : début de la quatrième campagne de l'empereur de Chine Yongle en Mongolie[1].

### Europe
- 10 mars : testament politique du doge Tommaso Mocenigo[2]. Il conjure ses concitoyens de ne pas lui donner pour successeur un membre de la famille rivale des Foscari qui ne manquera pas d’entraîner la république dans des guerres inutiles.
- 17 avril[3] : traité d'Amiens. Le duc Jean V de Bretagne signe une alliance avec le duc de Bedford, régent au nom d’Henri VI d'Angleterre, et reconnaît la déchéance de Charles VII.
- 15 avril : Francesco Foscari (1373-1457) devient doge de Venise (fin en 1457)[4].
- 20 avril, guerres hussites : victoire des Taborites de Jan Žižka sur les Utraquistes à la bataille d'Hořice (en)[5]. Guerre civile en Bohême entre les différents partis hussites, qui ravagent la Moravie et l’Autriche, pays catholiques[6].
- 23 avril : ouverture du concile de Pavie, infructueux. Il doit être transféré à Sienne à cause de la peste (21 juillet)[7]. Il est vite dissout (1424).
- 13 mai : Jean de Lancastre, duc de Bedford, épouse Anne de Bourgogne[8].
- 8 juin[9] : le peintre Robert Campin est l’un des meneurs d’une révolte des artisans contre le pouvoir bourgeois à Tournai.
- 10 juin : début du pontificat de l'antipape Clément VIII, élu à Barcelone et reconnu par le roi Alphonse V d'Aragon. Il abdique le 26 juillet 1429[10].
- 11 juin : une flotte catalane se présente devant Naples pour secourir Alphonse V d'Aragon, assiégé dans le Castel Nuovo par le condottière Giacomo Attendolo, dit Sforza, au service de la reine Jeanne. Sforza ne peut empêcher le débarquement et quitte Naples avec la reine pour Aversa[11].
- 21 juin : Jeanne II de Naples révoque l'adoption quelle avait faite d'Alphonse V d'Aragon[12] après l'arrestation par celui-ci de son favori, le grand-sénéchal Giovanni Caracciolo le 22 mai. Le 14 septembre, elle adopte à sa place le prétendant Louis III d'Anjou[13].
- 22 juin : fondation de l'Université de Dole[14].

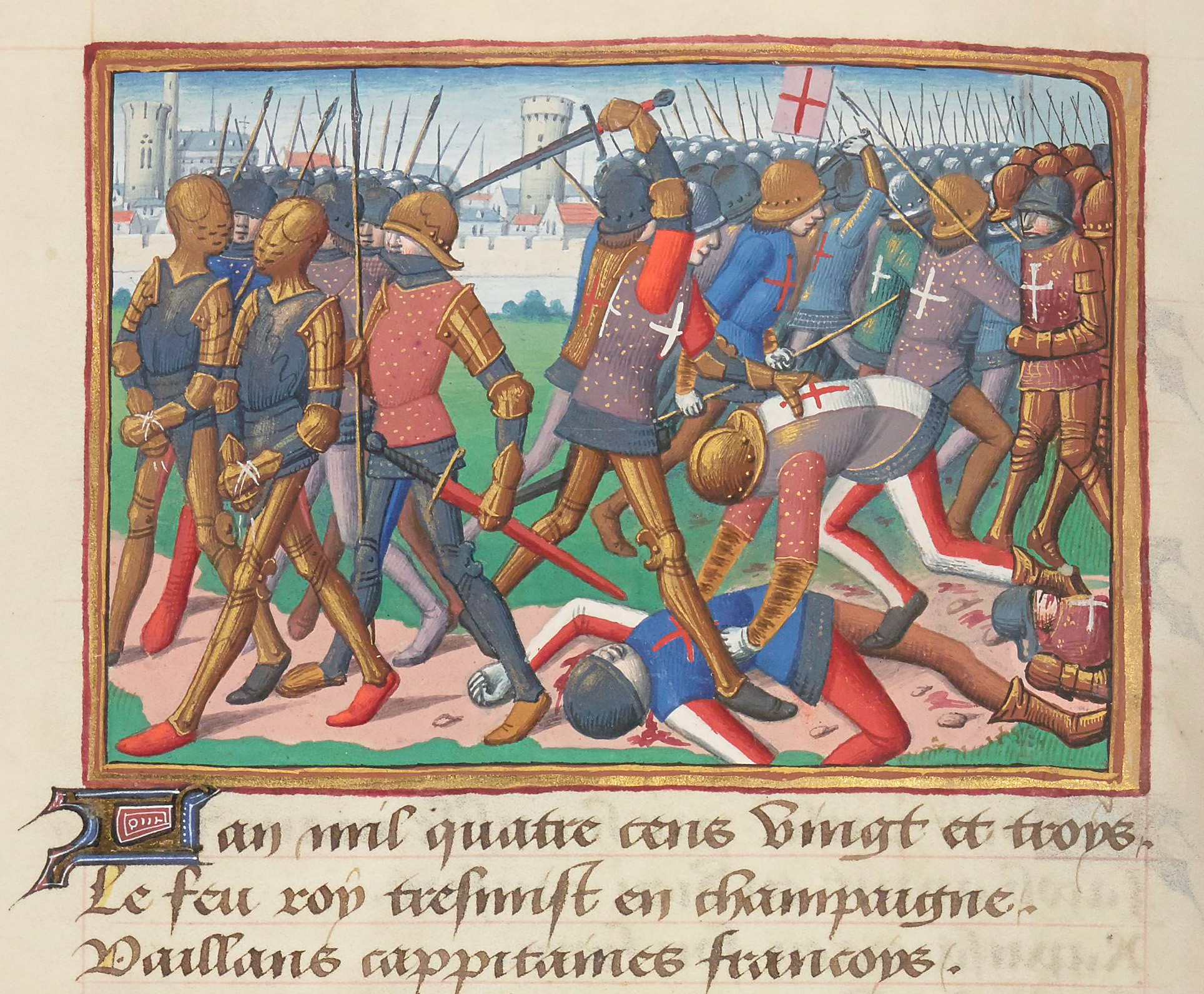
31 juillet : bataille de Cravant

- 31 juillet : la défaite de Cravant ferme à Charles VII le Nord de la France[15] ; désormais, il sera surnommé « roi de Bourges ».
- 28 août : le sénat de Venise décide d'établir une quarantaine pour les voyageurs à l’Ospedale dei Lazzaretto sur l’île Sainte-Marie-de-Nazareth[16].
- 13 septembre : le despote Andronic cède Thessalonique à Venise, qu’il ne peut plus défendre contre les Turcs[17].
- 26 septembre : victoire française sur les Anglais à la bataille de la Gravelle[15].
- 20-23 novembre[18] : la flotte d'Alphonse V d'Aragon incendie et met à sac Marseille.
- 10 décembre : Álvaro de Luna est nommé connétable de Castille[19].

- Début du règne de Kütchük Muhammad, khan de la Horde d'or (fin en 1459)[20].